# Fruktanska beta-(2,1)-fruktozidaza
Fruktan beta-(2,1)-fruktozidaza (EC 3.2.1.153, beta-(2-1)-D-fruktan fruktohidrolaza, beta-(2-1)fruktan eksohidrolaza, 1-FEH II, 1-fruktan eksohidrolaza, 1-FEH w1, 1-FEH w2, beta-(2-1)-veza-specifična fruktan-beta-fruktozidaza, beta-(2,1)-D-fruktan fruktohidrolaza) je enzim sa sistematskim imenom beta-(2->1)--fruktan fruktohidrolaza. Ovaj enzim katalizuje sledeću hemijsku reakciju
hidroliza terminalih, neredukujućih (2->1)-vezanih beta-D-fruktofuranoznih ostataka fruktana
Najbolji supstrati su fruktani insulinskog tipa.

## Literatura
- Nicholas C. Price; Lewis Stevens (1999). Fundamentals of Enzymology: The Cell and Molecular Biology of Catalytic Proteins (Third изд.). USA: Oxford University Press. ISBN 019850229X.
- Eric J. Toone (2006). Advances in Enzymology and Related Areas of Molecular Biology, Protein Evolution (Volume 75 изд.). Wiley-Interscience. ISBN 0471205036.
- Branden C; Tooze J. Introduction to Protein Structure. New York, NY: Garland Publishing. ISBN 0-8153-2305-0.
- Irwin H. Segel. Enzyme Kinetics: Behavior and Analysis of Rapid Equilibrium and Steady-State Enzyme Systems (Book 44 изд.). Wiley Classics Library. ISBN 0471303097.
- William P. Jencks (1987). Catalysis in Chemistry and Enzymology. Dover Publications. ISBN 0486654605.

## Spoljašnje veze
- Fructan+beta-(2,1)-fructosidase на 